# Gyimesi László (zongorista)
Gyimesi László (Szentes, 1948. június 17. –) magyar zongorista.

## Életrajz
A Liszt Ferenc Zeneművészeti Egyetemen, Budapesten végzett, ahol elnyerte az Akadémia Fődíjat. Tanárai az Akadémián Solymos Péter és Simon Albert voltak. Ezt követően tanult Anda Géza keze alatt, Zürichben, Sebők Györgynél az Indiana Universityn, Bloomington (Indiana) városában, Stefan Askenase irányításával, Bonnban.
Gyimesi több nemzetközi zongora-versenyen szép sikereket ért el, beleértve a Leedsi Nemzetközi zongoraversenyt, a Liszt-Bartók Versenyt Budapesten, a Valenciai Nemzetközi zongoraversenyt, az Iturbi-díjért. Szólókoncerteket adott az USA, Kanada, Japán, Kuba, és a legtöbb európai ország hangversenytermeiben. Zenekarok, amelyekkel mint szólista lépett fel: a Sinfonieorchester Basel, a Magyar Rádió Szimfonikus Zenekara, a RIAS Szimfonikus Zenekar, a Svájci Olasz Rádió Zenekara, a Tonhalle Orchester Zürich és a Philharmonia Hungarica.
Tanított a Staatliche Hochschule für Musik und Darstellende Kunston, Stuttgartban, 1986 óta a Musik-Akademie der Stadt Bázelban - Hochschule für Musik, valamint zongorát tanított a Hochschule für Musikon, Karlsruhe városában, a Hochschule für Musikon, Freiburgban. Mesterkurzusokat tartott az USA, Japán, Spanyolország, Franciaország, Magyarország egyetemein, majd mesterkurzusát a zongoratechnikáról a Diplomero adta ki.

## Külső linkek
- Hivatalos honlap Archiválva 2017. július 30-i dátummal a Wayback Machine-ben
- Konzertfantasien und virtuose Etüden von Liszt-Schülern[halott link]
- Hódolat Schubertnek
- Anda Géza mesterkurzusa Muraltengutban. YouTube